# Turvânia
Turvânia is een gemeente in de Braziliaanse deelstaat Goiás. De gemeente telt 5.085 inwoners (schatting 2009).